# Brunsvigiasläktet
Brunsvigiasläktet (Brunsvigia) är ett växtsläkte i familjen amaryllisväxter med 21 arter från södra Afrika. 
Brunsvigiasläktet som härstammar från Sydafrika har en mycket stor lök och på långa stänglar sittande trattformiga, röda eller rosafärgade blommor.

## Bildgalleri

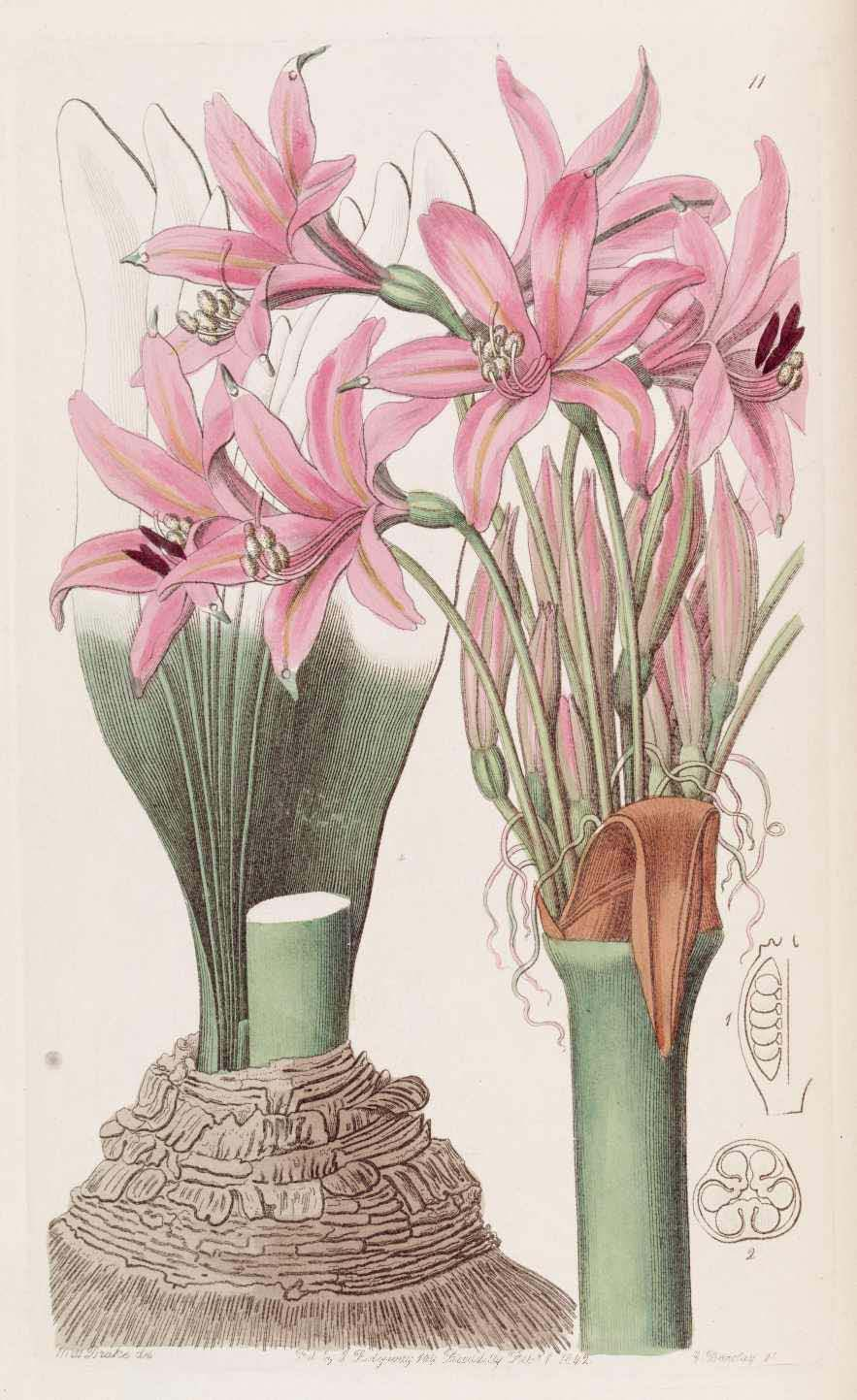
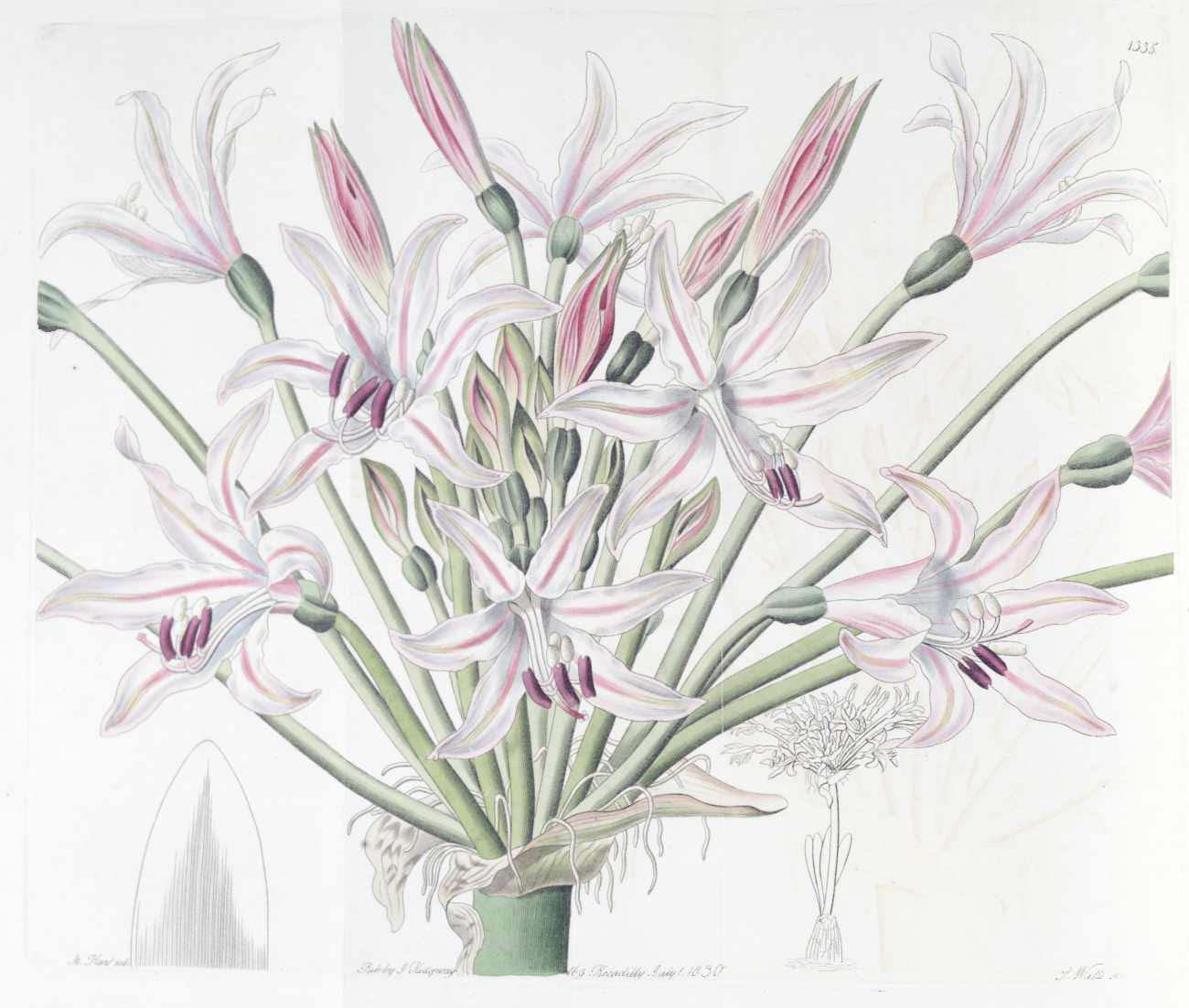
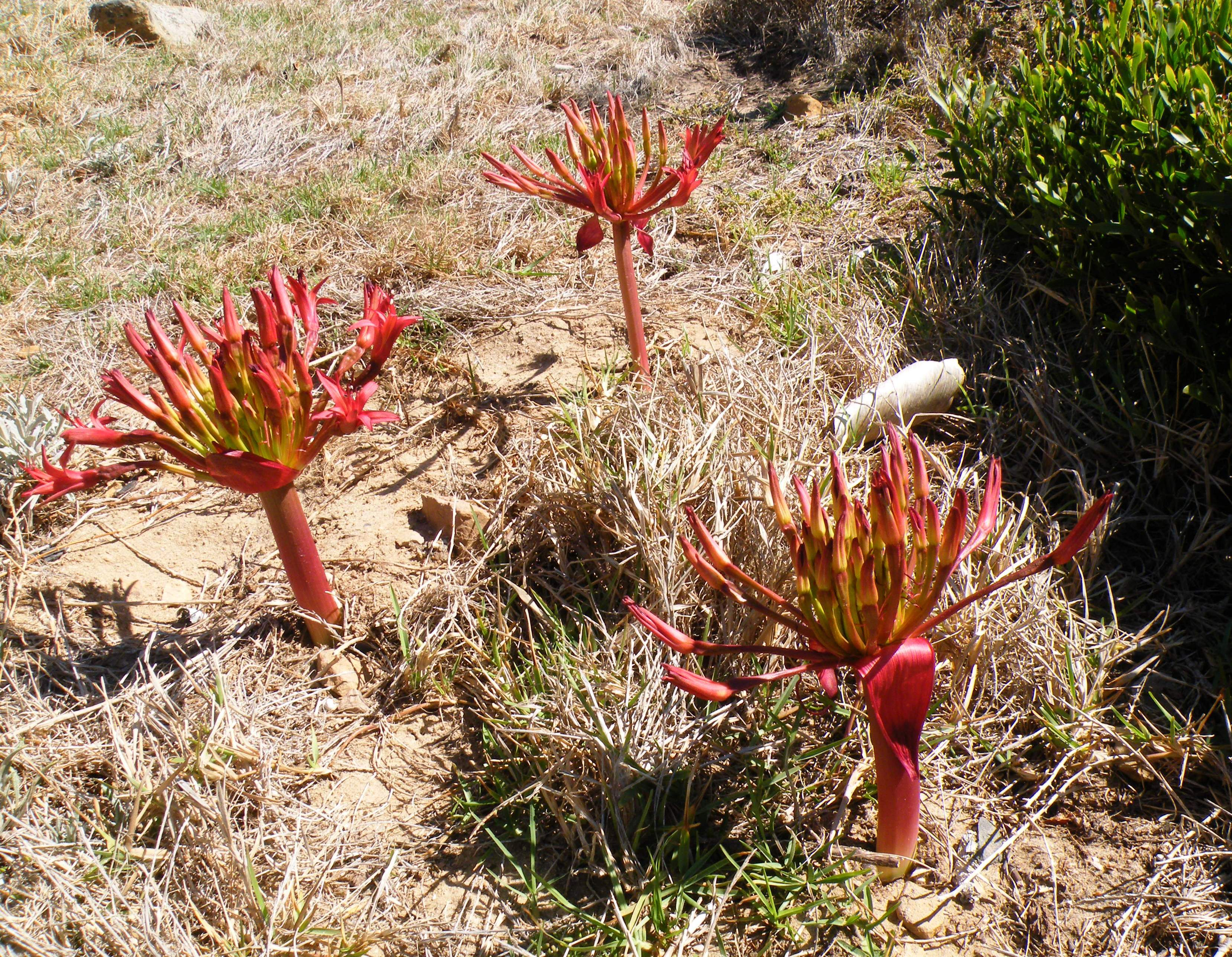

## Arter
Arter enligt Catalogue of Life:
- Brunsvigia bosmaniae
- Brunsvigia comptonii
- Brunsvigia elandsmontana
- Brunsvigia grandiflora
- Brunsvigia gregaria
- Brunsvigia herrei
- Brunsvigia josephiniae
- Brunsvigia kirkii
- Brunsvigia litoralis
- Brunsvigia marginata
- Brunsvigia namaquana
- Brunsvigia natalensis
- Brunsvigia nervosa
- Brunsvigia orientalis
- Brunsvigia pulchra
- Brunsvigia radula
- Brunsvigia radulosa
- Brunsvigia undulata